# Lomont-sur-Crête
Lomont-sur-Crête is een gemeente in het Franse departement Doubs (regio Bourgogne-Franche-Comté) en telt 155 inwoners (1999). De plaats maakt deel uit van het arrondissement Besançon.

## Geografie
De oppervlakte van Lomont-sur-Crête bedraagt 9,7 km², de bevolkingsdichtheid is 16,0 inwoners per km².

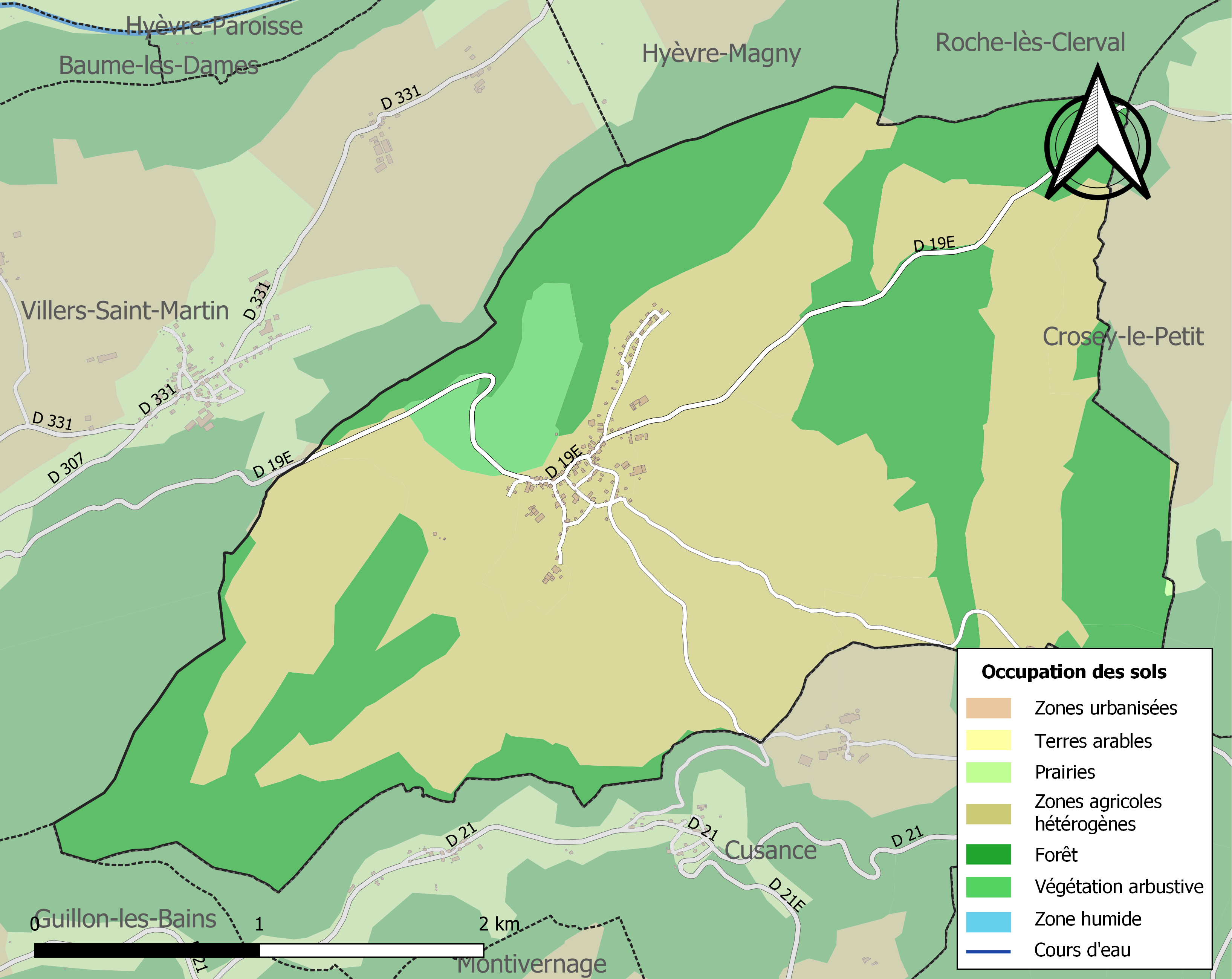
Kaart van de gemeente met de belangrijkste infrastructuur, bodemgebruik en omliggende gemeenten

## Demografie
Onderstaande figuur toont het verloop van het inwonertal (bron: INSEE-tellingen).